# Emancipator
Douglas Appling (mer känd som Emancipator), född 27 maj 1987 i New York, är en amerikansk elektronisk musiker och producent baserad i Portland, Oregon. Hans debutalbum, Soon It Will Be Cold Enough, släpptes 2006. 

## Diskografi

### Studioalbum
- Soon it will be Cold Enough (2006)
- Safe In the Steep Cliffs (2010)
- Remixes (2011)
- Dusk to Dawn (2013)